# Strychnos diaboli
Strychnos diaboli là một loài thực vật có hoa trong họ Mã tiền. Loài này được Sandwith miêu tả khoa học đầu tiên năm 1931.